# 2020년 하계 올림픽 이란 선수단
2020년 하계 올림픽 이란 선수단은 2021년 일본 도쿄에서 열린 2020년 하계 올림픽에 참가한 올림픽 이란 선수단이다.
이란(공식 명칭: 이란 이슬람 공화국)은 2020년 도쿄 하계 올림픽에 참가했다. 원래 2020년 여름에 열릴 예정이었던 올림픽은 코로나19 범유행으로 인해 2021년 7월 23일부터 8월 8일로 연기되었다. 1948년 국가 데뷔 이후 이란 선수들은 보이콧한 1980년과 1984년을 제외하고 모든 하계 올림픽에 참석해 왔다.

## 출전 선수
| 종목     | 남자 | 여자 | 전체 |
| -------- | ---- | ---- | ---- |
| 양궁     | 1    | 0    | 1    |
| 육상     | 2    | 1    | 3    |
| 배드민턴 | 0    | 1    | 1    |
| 농구     | 12   | 0    | 12   |
| 복싱     | 2    | 0    | 2    |
| 카누     | 1    | 0    | 1    |
| 사이클   | 1    | 0    | 1    |
| 펜싱     | 4    | 0    | 4    |
| 가라테   | 1    | 2    | 3    |
| 조정     | 0    | 1    | 1    |
| 사격     | 2    | 4    | 6    |
| 수영     | 1    | 0    | 1    |
| 탁구     | 1    | 0    | 1    |
| 태권도   | 2    | 1    | 3    |
| 배구     | 12   | 0    | 12   |
| 역도     | 2    | 0    | 2    |
| 레슬링   | 11   | 0    | 11   |
| 전체     | 55   | 10   | 65   |

## 같이 보기
- 올림픽 이란 선수단